# Милан Вукашиновић (војник)
Милан (Марка) Вукашиновић (Мађере, 16. август 1888 — Мађере, 1982) био је српски војник. Двоструки је носилац Карађорђеве звезде са мачевима.

## Биографија
Рођен је 16. августа 1888. године у селу Мађеру, срез прокупачки, од оца Марка и мајке Мире. У ратовима 1912—1915. борио се у 2. пешадијском пуку 2. позива у којем је одликован са првим орденом КЗм, када је у борбама са Аустријанцима ускочио у непријатељски ров, побио посаду митраљеза и за заплењеним митраљеом се вратио у своју чету. Други орден КЗм добио је као борац Гвозденог пука на Солунском фронту. Рањаван је 1914. године на Колубари у десну руку, 1916. на Могленским планинама у лево раме и 1917. на Котки у леву ногу.
Поред две КЗм, одликован је и са Златном медаљом за храброст, руским орденом св. Ђорђа 3. степена, орденом св. Саве 5.степена, орденом Југословенске круне 5.степена и свим споменицама на ратове 1912—1918. године.
После рата вратио се у своје село Мађере; бави се земљорадњом и са супругом Костадинком има синове Радомира, Ђурђа, Ранђела, Ратка и кћер Добрилу. Умро је 1982. године.